# Le Filmeur
Pour plus de détails, voir Fiche technique et Distribution.
Le Filmeur est un documentaire français réalisé par Alain Cavalier sorti en 2005.

## Synopsis
Cette œuvre est le résultat d'un montage de son journal vidéo, matériel qu'Alain Cavalier a accumulé pendant près de dix années.

## Fiche technique
- Titre : Le Filmeur
- Réalisation : Alain Cavalier
- Scénario : Alain Cavalier
- Photographie : Alain Cavalier
- Production : Michel Seydoux
- Société de production : Caméra One
- Société de distribution : Pyramide Distribution (France)
- Pays :  France
- Genre : documentaire
- Durée : 97 minutes
- Date de sortie : 
  - France : 21 septembre 2005